# Breiter Grießkogel

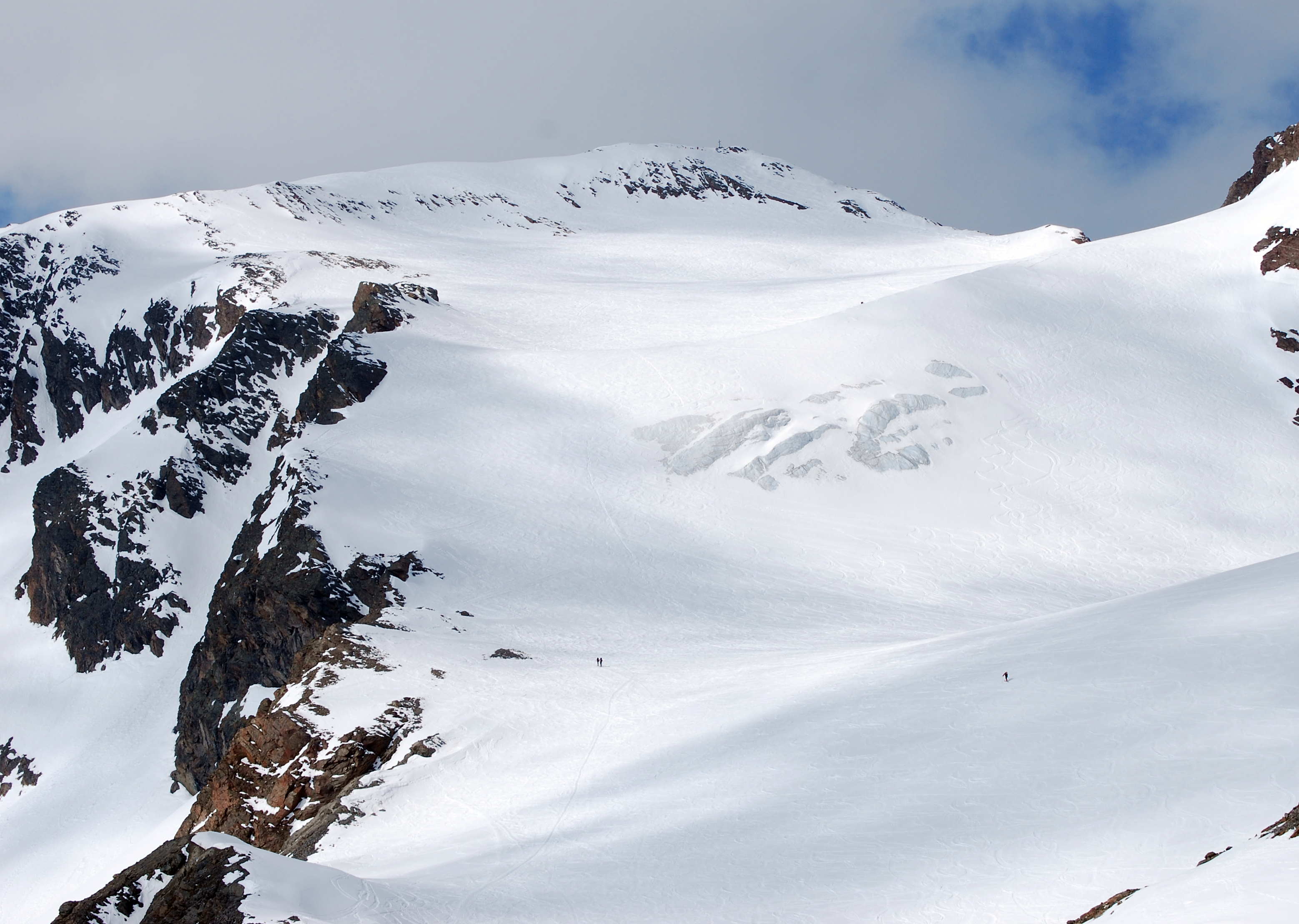
De Breite Grießkogel met de Grieskogelferner vanuit het oosten

De Breite Grießkogel (ook: Breite Grieskogel) is een 3287 meter hoge berg in de Stubaier Alpen in de Oostenrijkse deelstaat Tirol.
De berg is gelegen ten oosten van Längenfeld in het Ötztal. De berg is bereikbaar vanuit Gries im Sulztal (1572 meter) via de Winnbachseehütte (2362 meter). Deze bergtocht naar de top voert over gletsjers. Via de Salchenscharte is de Breite Grieskogel zowel vanuit het Grastal in het noorden als vanuit het Sulztal in het zuiden ook te bereiken zonder dat over gletsjers te bereiken. Deze varianten lopen echter niet over gemarkeerde paden en zijn slechts sinds enkele jaren ijsvrij.

## Voetnoten
1. ↑  Austrian Map online 1:50.000 (ÖK 50) van het BEV